# Zbehňov
Zbehňov és un poble i municipi d'Eslovàquia. Es troba a la regió de Košice, a l'est del país.

## Història
La primera referència escrita de la vila data del 1240.

## Demografia
| Godina             | 1994 | 2004   | 2014    | 2024   |
| ------------------ | ---- | ------ | ------- | ------ |
| Nombre de persones | 264  | 290    | 358     | 376    |
| Diferència         |      | +9,84% | +23,44% | +5,02% |

| Godina             | 2023 | 2024   |
| ------------------ | ---- | ------ |
| Nombre de persones | 378  | 376    |
| Diferència         |      | −0,52% |